# بداوة (العراعير)
بداوة هو دُوَّار يقع بجماعة عين نزاغ، إقليم سطات، جهة الدار البيضاء سطات في المملكة المغربية. ينتمي الدوّار لمشيخة العراعير التي تضم 12 دوار. يقدر عدد سكانه بـ 253 نسمة حسب الإحصاء الرسمي للسكان والسكنى لسنة 2004.

## روابط خارجية
- البوابة الوطنية للجماعات الترابية نسخة محفوظة 12 مارس 2018 على موقع واي باك مشين.
- المندوبية السامية للتخطيط